# Eremnophila willinki
Eremnophila willinki là một loài côn trùng cánh màng trong họ Sphecidae, thuộc chi Eremnophila. Loài này được Menke miêu tả khoa học đầu tiên năm 1964.